# Juan Camitzes
Juan Camitzes (en griego: Ἱωάννης Καμμύτζης; fl.  1224/1225) fue un noble bizantino y comandante militar de alto rango del Imperio de Nicea, con el título de gran heteriarca.
Se desconoce sus primeros años, pero fue miembro del notable clan aristocrático Camitzes y pariente de Manuel Camitzes, quien desempeñó el cargo de protostrator durante el reinado los emperadores Ángelos.Únicamente es mencionado por Jorge Acropolita en 1224, cuando los habitantes de Adrianópolis mandaron emisarios a Nicea, pidiendo al emperador Juan III Ducas Vatatzés que los liberara del dominio latino. Vatatzés envió a Camitzes, junto con el protostrator Juan Ises, a la cabeza de un ejército. La ciudad fue capturada fácilmente, pero poco después a finales de 1224 o principios de 1225, el gobernante de Epiro, Teodoro Comneno Ducas, rival de los nicenos que también reclamaba el título imperial, apareció ante la ciudad. Teodoro se ganó a los habitantes, e Ises y Camitzes acordaron abandonar la ciudad con la garantía de un paso seguro. Se dice que Juan enfureció al soberano epirota cuando este no pudo desmontar y homenajearlo como emperador cuando salía de la ciudad, y Teodoro lo insultó. Como recompensa por esta muestra de lealtad, Vatatzés nombró a Camitzes gran heteriarca.